# Лов: Ја и ратни злочинци
Лов: Ја и ратни злочинци (итал. La caccia: Io e i criminali di guerra; енгл. The Hunt: Me and the War Criminals) је документарни роман некадашње главне тужитељке Међународног суда за ратне злочине почињене на подручју бивше Југославије, Карле дел Понте заснован на истинитим догађајима. Дел Понтеова је роман написала у сарадњи са бившим новинаром Њујорк тајмса, Чаком Садетиком Судетићем, у Италији. Иако је премијера била првобитно заказана за 20. март 2008. године, она је неколико пута одлагана на захтев Србије, Хашког суда и Швајцарске.

## Радња
У својој књизи, Карла износи чињеници о свом дугогодишњем раду у проналажењу, хапшењу и разоткривању ратних злочина и злочинаца. Међутим, највећу пажњу јавности привукао је део књиге у којем се говори и описује масакр и ратни злочин над несталим неалбанским житељима са Космета, махом Срба, који су отимани, мучени и сециран како би се њихови органи продали на црном тржишту. Поред постојања клиника на Косову и Метохији, Дел Понтеова тврди да су се радње вађења органа одвијали и у Албанији, у наменски адаптираним кућама. Поред припадника ОВК-а сумња се и на умешаност државног врха Албаније и привремене Косовске Владе.